# Scary Movie 2
Série Scary Movie
Scary Movie
(2000) Scary Movie 3
(2003)
Pour plus de détails, voir Fiche technique et Distribution.
Scary Movie 2, ou Film de peur 2 au Québec, est un film de comédie parodique d'horreur américain réalisé par Keenen Ivory Wayans, sorti en 2001. Il s'agit de la suite du premier Scary Movie. Le film met en vedette Anna Faris, Regina Hall, Shawn Wayans et Marlon Wayans, ainsi que Tim Curry, Tori Spelling, Chris Elliott, Chris Masterson, Kathleen Robertson, David Cross et James Woods. Le film est le dernier de la série à mettre en vedette les stars Marlon et Shawn Wayans, et le réalisateur Keenen. Marlon produira par la suite une parodie similaire sur le thème de l'horreur, A Haunted House, et sa suite, toutes deux avec lui-même. Dans ce dernier film, Wayans se moque du déclin de la qualité de la série Scary Movie après le départ de sa famille.
Le film se déroule un an après les meurtres désopilants qui se sont produits dans la paisible ville de Cindy Campbell. Et le tueur court toujours. Un professeur fou oblige Cindy et sa bande de copains déjantés à aller visiter une maison hantée pour une expérience scientifique. Ces derniers acceptent, séduits par la perspective d'un week-end loin de l'université. Mais une fois qu'il aient pénétré dans la Maison de l'Enfer, les joyeux invités découvrent qu'il existe des choses bien plus troublantes que ce qu'ils ont pu voir dans les vieux films d'horreur.
Alors que le film original était principalement basé sur les films d'horreur des années 1990, Scary Movie 2 parodie une série de films surnaturels et de maisons hantées de différentes décennies, à savoir The Haunting (1999), Stigmata (1999), L'Exorciste (1973), The Rocky Horror Picture Show (1975), The Amityville Horror (1979), Poltergeist (1982), The Legend of Hell House (1973), House on Haunted Hill (les versions de 1959 et 1999), The Changeling (1980), What Lies Beneath (2000) et Bloodbath at the House of Death (en) (1984) tout en faisant également de nombreuses références au film d'horreur I Still Know What You Did Last Summer (1998). Il parodie également le film comique Dude, Where's My Bag? (2000) et quelques films contemporains, tels que Hannibal (2001), Hollow Man (2000) et Charlie's Angels (2000).
Scary Movie 2 a été un succès commercial, rapportant 141,2 millions de dollars dans le monde pour un budget de 45 millions de dollars, mais a reçu des critiques largement négatives de la part des critiques. Une suite, Scary Movie 3, est sortie en 2003.

## Synopsis
Dans la maison hantée de Hell House, l'adolescente Megan Voorhees est possédée par l'esprit de Hugh Kane, l'ancien propriétaire cruel et méchant de la maison. Elle interrompt un dîner officiel organisé par sa mère, qui demande l'aide de deux prêtres, les pères McFeely et Harris. Après une tentative infructueuse d'exorciser le fantôme de Kane, McFeely sort une arme et tire sur Megan.
Un an plus tard, Cindy Campbell , Brenda Meeks, Ray Wilkins et Shorty Meeks sont à l'université et tentent de vivre une nouvelle vie après avoir survécu aux événements du premier film. Cindy et Brenda sont étiquetées par Alex, un homme socialement inadapté. Shorty est toujours le même fumeur de joints qu'avant. Ray, toujours confus au sujet de sa sexualité, a deux nouveaux amis masculins, Tommy et Buddy, ce dernier s'intéressant à Cindy. Elle le repousse mais accepte d'être amis.
Le sinistre professeur Oldman et son charmant assistant paraplégique, Dwight Hartman, prévoient d'étudier l'activité paranormale à Hell House. Ils recrutent Cindy et ses amis comme sujets de test sous prétexte d'une expérience psychologique sur la paralysie du sommeil . Sur le chemin du manoir, Cindy écoute et chante mal Graduation de Vitamin C qui, par la radio, lui dit de se taire. Au manoir, Cindy rencontre un perroquet grossier et Hanson, un gardien effrayant avec une main gravement malformée. Plus tard, la séduisante Theo rejoint le groupe. Ils s'assoient pour dîner mais perdent bientôt l'appétit à cause de la manipulation répugnante de la nourriture par Hanson.
Cette nuit-là, Cindy entend des voix la diriger vers une pièce secrète, où elle et Buddy découvrent le journal intime de la femme de Kane. En voyant son portrait, ils remarquent la (légère) ressemblance de Cindy. Pendant ce temps, les autres font eux aussi des rencontres bizarres. Le fantôme de Kane a des relations sexuelles avec Alex dans sa chambre et s'en va rapidement à l'évocation de l'engagement. Cindy se bat avec le chat de la maison, M. Kittles. Lorsque Cindy essaie de le dire à Oldman, il rejette l'idée et envoie Theo emmener Cindy au lit.
Plus tard, Cindy est possédée par la femme de Kane et séduit Oldman. Elle revient rapidement à la normale, sans aucun souvenir de l'événement. Un clown en peluche tente de tuer Ray, mais dans une étrange tournure des événements, la poupée est agressée sexuellement par lui à la place. Un monstre de marijuana roule Shorty dans un joint. Il le fume (pour son plus grand plaisir), mais se laisse distraire et le laisse s'échapper.
Le lendemain matin, Oldman dit à Dwight que personne ne quitte la maison malgré les attaques et montre sa nature lubrique. Dwight reçoit les seules clés de la maison et on lui dit de ne les donner à personne. Theo propose le sexe oral en vain ; Dwight le fait lui-même. Elle l'assomme et prend les clés.
Oldman est séduit et tué par le fantôme de la maîtresse de Kane, Victoria Crane. Shorty rencontre plus tard le même fantôme mais la charme et a des relations sexuelles avec elle. Après que Dwight ait équipé les adolescents d'armes qui peuvent blesser leur ennemi spectral, ils sont poursuivis dans tout le manoir, Alex tente de gagner l'amour de Kane, mais est tué par le fantôme de Crane. Buddy et Cindy sont enfermés dans le congélateur. Cindy utilise une collection d'objets aléatoires pour produire un tracteur Caterpillar de 2 tonnes et s'échappe du congélateur. Hanson est possédé par Kane et kidnappe un Shorty ivre. Cindy, Brenda et Theo font équipe pour le combattre avec une chorégraphie de combat très stylisée mais sont vaincus. Dwight se regroupe avec les adolescents et Cindy se porte volontaire pour servir d'appât pour attirer Kane dans un appareil qui le détruira. Le plan réussit, libérant le groupe de la malédiction de la maison.
Deux mois plus tard, Cindy et Buddy sont en couple. Ils sont en promenade lorsque Hanson apparaît pour l'emmener avec lui. Buddy disparaît alors que Hanson se fait renverser par une voiture conduite par Shorty.

## Fiche technique
Sauf indication contraire, les informations mentionnées dans cette section peuvent être confirmées par les bases de données cinématographiques IMDb et Allociné,  présentes dans la section « Liens externes ».
- Titre original et français : Scary Movie 2
- Titre québécois : Film de peur 2[1]
- Réalisation : Keenen Ivory Wayans
- Scénario : Alyson Fouse, Greg Grabianski, Dave Polsky, Michael Anthony Snowden, Craig Wayans, Marlon Wayans et Shawn Wayans, d'après les personnages créés par Phil Beauman, Jason Friedberg, Aaron Seltzer, Buddy Johnson, Marlon Wayans et Shawn Wayans
- Musique : Mark McGrath (non crédité)
  - Montage musical : Zigmund Gron
- Direction artistique : Liz Carney et Catherine Smith
- Décors : Cynthia Charette
- Costumes : Valari Adams et Mary Jane Fort
- Maquillage : Rebecca DeHerrera et Laini Thompson
- Coiffure : Linda Villalobos
- Photographie : Steven Bernstein
- Son : Michael J. Benavente, Chris Jenkins, Gregg Landaker, Steve Maslow, Frank A. Montaño
- Montage : Thomas J. Nordberg, Richard Pearson et Peter Teschner
- Distribution des rôles : Juel Bestrop, Jeanne McCarthy et Christine Sheaks
- Production : Eric L. Gold
  - Production déléguée : Peter Schwerin, Bob Weinstein, Harvey Weinstein et Brad Weston
  - Production associée : Sue Jett et Barry Rosenbush
  - Coproduction déléguée : Rick Alvarez, Tony Mark, Lee R. Mayes, Lisa Strode, Marlon Wayans et Shawn Wayans
- Sociétés de production : Wayans Bros. Entertainment, en association avec Gold/Miller Productions et Brad Grey Pictures, présenté par Dimension Films
- Sociétés de distribution : Dimension Films (États-Unis) ; BAC Films (France) ; Alliance Atlantis Communications (Canada)
- Budget : 45 millions de $[2]
- Pays de production :  États-Unis
- Langue originale : anglais
- Format : couleur (DeLuxe) - 35 mm - 1,85:1 (Panavision) - son DTS / Dolby Digital / SDDS
- Genre : comédie parodique d'horreur
- Durée : 83 minutes
- Dates de sortie[3] :
  - États-Unis, Québec : 4 juillet 2001[1]
  - France, Suisse romande : 25 juillet 2001[4],[5]
  - Belgique : 1er août 2001[6]
- Classification :
  - États-Unis : interdit aux moins de 17 ans (R – Restricted)[N 1]
  - France : interdit aux moins de 12 ans[7]
  - Belgique : tous publics (Alle Leeftijden)[6]
  - Suisse romande : interdit aux moins de 16 ans[8]
  - Québec : 13 ans et plus (langage vulgaire) (13+ / 13 years and over)[1]

## Distribution
- Anna Faris (VF : Barbara Villesange, VQ : Violette Chauveau) : Cindy Campbell
- Shawn Wayans (VF : Christophe Peyroux, VQ : Daniel Lesourd) : Ray Wilkins
- Marlon Wayans (VF : Vincent Barazzoni, VQ : François L'Écuyer) : Shorty Meeks
- Regina Hall (VF : Olivia Dalric, VQ : Johanne Léveillé) : Brenda Meeks
- Tim Curry (VF : Sylvain Corthay, VQ : Benoît Rousseau) : Le Professeur Oldman
- Christopher Masterson (VF : Benjamin Bellecour, VQ : Patrice Dubois) : Buddy
- David Cross (VF : Jérôme Pauwels, VQ : Gilbert Lachance) : Dwight Hartman
- Chris Elliott (VF : Patrice Dozier, VQ : Jacques Lavallée) : Hanson, le concierge
- Tori Spelling (VF : Stéphanie Murat, VQ : Viviane Pacal) : Alex Monday
- Kathleen Robertson (VF : Élisa Bourreau, VQ : Christine Bellier) : Théo
- James DeBello : Tommy
- Richard Moll : Le fantôme Hugh Kane, fantôme de la maison de l'enfer
- Veronica Cartwright (VF : Anne Canovas, VQ : Élise Bertrand) : Mrs Voorhees
- Natasha Lyonne (VF : Odile Schmitt, VQ : Charlotte Bernard) : Megan Voorhees, (VF : Marie-Charlotte Dutot) : Megan à 10 ans
- Andy Richter (VQ : Daniel Picard) : Le Père Harris
- James Woods (VF : Joël Martineau, VQ : Jean-Luc Montminy) : Père McFeely (McZizi en français)
- Suli McCullough : Le clown (voix)
- Jennifer Curran : La sirène, Fantôme de la maitresse de Hugh Kane
- Vitamin C : voix de la radio
- Matt Friedman : Le perroquet

VF (Version Française); VQ (Version québécoise)

## Personnages
- Cindy Campbell : depuis le massacre qui eut lieu dans sa ville natale, Cindy est restée sur ses gardes. Elle semble ne garder aucune séquelle de l'accident de voiture, à la fin du précédent opus. À l'université, elle se liera d'amitié avec Buddy, duquel elle tombera amoureuse par la suite.
- Ray Wilkins : Ray est très content d'être à l'université et cette expérience sur le sommeil le rend très enjoué. Il semble avoir complètement récupéré de ses graves blessures à la tête et au ventre dans le film précédent, tandis que Cindy semble lui avoir pardonné d'avoir essayé de la tuer, elle et son père. Ray est toujours aussi homosexuel que dans le premier opus.
- Shorty Meeks : Shorty s'est remis du tir reçu au poumon. Il ne s'est inscrit à cette expérience que dans le but de trouver un endroit pour dormir, ayant été chassé de chez lui. Shorty n'a pas vraiment changé de personnalité par rapport au premier opus, et reste toujours aussi drôle.
- Brenda Meeks : Brenda, sœur ainée de Shorty, a été très affectée par les événements survenus un an auparavant (elle avait été poignardée par des spectateurs exaspérés dans un cinéma), et n'est pas prête à revoir la mort de près. Elle est donc devenue très lâche et lorsqu'ils seront enfermés dans le manoir, elle n'hésitera pas à abandonner sa meilleure amie, Cindy, pour sauver sa propre vie, en priant que les monstres s'attaquent seulement à cette dernière.
- Buddy : bien que nouveau personnage, il est apparemment ami depuis longtemps avec Ray (ce dernier s'occupe de Buddy avec une énorme attention) et il est très content d'avoir pour la première fois une amie fille comme Cindy.
- Théo : c'est la beauté fatale de la bande et elle le sait, cela fait qu'elle se sert souvent de sa beauté pour avoir ce qu'elle veut (surtout envers les garçons).
- Alex Monday : pot de colle, elle se veut l'amie de Cindy et Brenda. Dans le manoir, elle va tomber amoureuse d'un fantôme et fera tout pour que ce soit réciproque.
- Le Professeur Oldman : c'est lui qui a organisé cette expérience. Il a trompé tous les cobayes en leur faisant croire qu'il s'agissait d'une expérience sur le sommeil alors que son but est d'appâter les esprits des morts. Il est très porté sur le sexe, au point de se faire avoir par un succube le plus bêtement du monde.
- Dwight Hartman : c'est l'assistant du professeur. Dwight est très fier et il déteste qu'on veuille l'aider (probablement parce qu'il est paraplégique). Il n'est pas d'accord avec l'idée du professeur de réveiller les esprits. Plus tard, c'est lui qui fournira les armes pour détruire le Poltergeist.
- Hanson : concierge du manoir, il aide moins qu'il ne gêne ses invités. Il souffre d'une grave atrophie de la main gauche, et son apparence globale laisse supposer une mauvaise hygiène, ce qui rend tout le monde réticent à faire appel à ses services, notamment culinaires. Il semble être en fait complice avec les fantômes du lieu.

## Parodies

### Films, séries TV et références culturelles
- Hantise : la majorité des scènes dans le manoir, par exemple quand Cindy se retrouve face à face avec le fantôme à la fin du film.
- Rose Red : lors du recrutement des candidats et la main atrophiée du concierge.
- Charlie et ses drôles de dames : quand les trois filles combattent le concierge à la main atrophiée.
- Hannibal : scène où Shorty est drogué et que Hanson lui ouvre le crâne.
- L'Exorciste : la scène de la jeune fille possédée.
- Mission impossible 2 : scène avec les fauteuils roulants.
- Alien, la résurrection (Alien Resurrection) : quand le handicapé est attaché dos à dos avec Ray.
- Poltergeist : la poupée clown, et la plante qui attaque Shorty par la fenêtre de sa chambre.
- L'Emprise : Alex Monday qui se fait violer par le fantôme
- Amityville : La Maison du diable : la scène des toilettes avec le prêtre et les mouches.
- Apparences : scène dans laquelle Ray et Cindy portent une robe rouge.
- Hollow Man : L'Homme sans ombre : quand Buddy se fait attraper par le slip par le fantôme.
- Les Contes de la crypte : épisode « les pieds du cadavre » juste avant la pub américaine Nike, quand le ballon de basket tombe seul des marches de l'escalier.
- Nike : pub américaine de basket.
- Matrix
- Harry Potter : la couverture du livre où on voit un Harry Potter qui se drogue.
- Mars Attacks! : lorsque Alex Monday meurt écrasée sous un lustre qui s'effondre.
- 13 fantômes : les lunettes qui détectent les fantômes et les pistolets.
- Raging Bull, Rocky : quand Cindy se fait boxer par le chat.
- Wild Wild West
- Casper
- Eh mec ! Elle est où ma caisse ? : vers 9 minutes 50 à partir du début, lorsque Ray et un de ses amis se lisent leurs tatouages.
- « Il » est revenu : c'est l'acteur Tim Curry qui jouait le rôle de Grippe-Sou le clown dans Ça (Stephen King's It), inscrit sur le mur d'une pièce dans laquelle Shorty se cache.
- MacGyver : le tracteur construit à partir d'objets divers.
- Bill Clinton : robe tachée de sperme dans la scène où Cindy entre dans sa chambre pour la première fois.
- Paulie, le perroquet qui parlait trop : dans le film, le perroquet s'appelle Birdie et veut se battre avec Shorty, Ray et Buddy, Cindy l'a adopté à la fin du film.
- Titanic : lorsque Cindy masturbe Buddy dans la chambre froide et qu'elle lui dit qu'il vivra longtemps et qu'il aura plein d'enfants tout comme dans Titanic quand Jack est en train de mourir.
- Vendredi 13 : la fille possédée au début du film porte le même nom de famille que Jason dans Vendredi 13 (Voorhees).
- Vendredi 13, chapitre 2 : Le Tueur du vendredi : Shorty fait l'amour avec le fantôme de la maîtresse des lieux et lui met un sac sur la tête, tout comme Jason dans le film.
- Twister : une vache est emportée dans le tourbillon produit par Cindy dans la lutte contre Hanson.
- 100 girls
- La Maison des damnés : lorsque Cindy se fait attaquer par le chat et la scène d'amour entre Alex et le fantôme.
- The Rocky Horror Picture Show : le personnage du serviteur et Tim Curry, ici le Professeur Oldman, jouait l'un des rôles principaux du film.
- La Maison de l'horreur : les scènes dans les caves avec le squelette qui marche.
- Save the Last Dance : lorsque Shorty apprend à Cindy comment « être cool » sur les bancs de l'université.
- Taxi Driver : lorsque le prêtre dit à Megan « Suce donc ça !! » (Suck on this en VO).
- Destination finale : lorsque le jeune couple se fait renverser par un bus au début du film.
- Urban Legend : lorsque Cindy se rend au manoir, elle chante dans la voiture ; référence à la première scène d'Urban Legend.
- Les Griffes de la nuit : lorsque Cindy est dans son bain.
- La Petite Boutique des horreurs : lorsque Shorty s'occupe de son plant de cannabis dans sa chambre et que celui-ci prend vie.
- Simetierre : lorsque Cindy se bat avec le chat noir.
- SOS Fantômes : lorsqu'Alex (Tori Spelling) poursuit un fantôme dans le manoir.
- Le Troisième Homme
- Evil Dead 2
- L'Inspecteur Harry: Le moment de la célèbre phrase 'make my day'
- La Momie
- Retour vers le futur
- The Prodigy  (musique) Smack My Bitch Up
- Scream Queens de films d'horreurs
- Christine : A la fin du film l'intérieur de la voiture et celle du film de John Carpenter.

## Origine et production
Le film est une suite de Scary Movie. Selon le réalisateur Keenen Ivory Wayans, les cinéastes ont regardé plus de 130 films d'horreur pour faire des recherches sur le contexte. Marlon Brando avait initialement été choisi pour jouer le rôle du père McFeely et a terminé une journée de tournage avant de devoir quitter la production pour cause de maladie. Il a été remplacé par James Woods qui a été payé 1 million de dollars pour quatre jours de travail. Charlton Heston avait également refusé le rôle de Woods. À un moment donné, l'ancien président Bill Clinton, qui venait de quitter ses fonctions l'année de la sortie du film, a également été envisagé.
Comme Miramax n'avait pas donné son feu vert à cette suite avant le succès massif du premier, le film a dû faire face à un calendrier de production éprouvant qui impliquait de rédiger un scénario et de parcourir la production et la postproduction en moins de neuf mois, soit environ la moitié du temps moyen nécessaire pour terminer toutes ces étapes dans une production hollywoodienne standard en 2000-2001. C'est cette production précipitée qui a fait que les Wayans n'ont jamais voulu faire un autre Scary Movie, et ils n'ont participé à aucune des suites.

## Sortie et accueil

### Réponse critique
Sur Rotten Tomatoes, Scary Movie 2 a un taux d'approbation de 14 % basé sur 112 critiques et une note moyenne de 3,50/10. Le consensus critique du site se lit comme suit : «Au lieu d'être drôle, cette suite grossière se joue comme un produit bâclé et bâclé».
Sur Metacritic, le film a un score de 29 sur 100 basé sur 25 critiques, indiquant «des critiques généralement défavorables».
Les audiences interrogées par CinemaScore ont donné au film une note moyenne de « B » sur une échelle de A+ à F.
Les critiques de Scary Movie 2 sont très variées, oscillant entre des avis négatifs sur son humour souvent jugé vulgaire et des retours positifs pour ses moments comiques.
Avis positifs
Certains spectateurs ont apprécié l'énergie et le côté absurde du film, estimant qu'il offre quelques scènes hilarantes, notamment la parodie de L'Exorciste en introduction. Les frères Wayans sont félicités pour leur engagement à produire des gags audacieux.
Quelques critiques trouvent cet opus meilleur que le premier pour son humour encore plus débridé, bien que cela reste une opinion minoritaire parmi les avis globalement mitigés.
Avis négatifs
Le film est souvent critiqué pour son recours excessif à un humour scatologique et des blagues de mauvais goût. Plusieurs critiques regrettent un manque de cohérence et de finesse dans les parodies, qualifiant certaines séquences de « vomitives ».
Des reproches sont également faits sur la répétition des gags et une incapacité à innover après le succès du premier volet.
Globalement, Scary Movie 2 divise entre ceux qui y voient un plaisir coupable et ceux qui le considèrent comme une suite médiocre dans la saga parodique.

### Box-office
Scary Movie 2 est sorti le week-end du 4 juillet et s'est classé deuxième au box-office américain derrière Cats & Dogs , avec 20,5 millions de dollars. En Amérique du Nord, le film a rapporté 71,3 millions de dollars. Avec 69,9 millions de dollars à l'international, les recettes mondiales s'élèvent à 141,2 millions de dollars. Des quatre premiers films Scary Movie , c'était le moins réussi à ce jour, jusqu'au cinquième film en 2013,.
Scary Movie 2 a été rentable malgré des critiques mitigées, avec un bénéfice significatif par rapport à son coût.
Recettes
- Nombre d'entrées en France : 2 149 428
- Recettes USA : 71 308 997 $
- Recettes internationales : 69 911 681 $
- Recettes mondiales : 141 220 678 $
- France: environ 10,8 millions de dollars
- Allemagne : environ 9,5 millions de dollars
- Royaume-Uni : 6,3 millions de dollars.
- Mexique : environ 3,6 millions de dollars
- Brésil : environ 3,4 millions de dollars.
- Australie : 2 millions de dollars
- Hong Kong : 500 000 dollars.

## Distinctions
Source : Internet Movie Database

### Récompenses
2001
- Prix Bogey : Prix Bogey[N 2]
- Teen Choice Awards : Teen Choice Award du meilleur film que vos parents ne voulaient pas que vous voyiez
- The Stinkers Bad Movie Awards : Stinker Award de la pire actrice dans un second rôle pour Tori Spelling

### Nominations
2001
- Golden Schmoes Awards : pire film de l'année
- Teen Choice Awards : meilleur film de l'été
- The Stinkers Bad Movie Awards : pire film de comédie (Comédie la plus douloureusement pas drôle)

2002
- American Latino Media Arts Awards : excellence en maquillage à la télévision et au cinéma pour Rebecca DeHerrera
- Canadian Comedy Awards : performance féminine assez drôle dans un film pour Kathleen Robertson

## Éditions en vidéo
- En France, le film Scary Movie 2 est sorti en DVD le 18 décembre 2001, en Blu-ray le 5 novembre 2001, ainsi qu'en VOD le 27 avril 2018[4].